# Сільє Опсет
Сільє Опсет (норв. Silje Opseth; 28 квітня 1999) — норвезька стрибунка з трампліна, призерка чемпіонату світу. 
Опсет брала участь у Чемпіонаті світу з лижних видів спорту 2017 року та зимових Олімпійських іграх 2018 року. Бронзову медаль чемпіонату вона здобула на світовій першості 2019 року в командних стрибках з нормального трампліна. 

## Зовнішні посилання
- Досьє на сайті FIS (англ.)
- Silje (17) rett på hotell for lekselesing // nrk.no (норв.)

1. ↑  https://www.skiforbundet.no/contentassets/f7f90f67e0a1475f8f4c621e352ca2dc/20191220-norgescup-hopp-20192020---rankingliste-kvinner.pdf
2. ↑  International Ski and Snowboard Federation database — International Ski and Snowboard Federation.
3. ↑  https://www.teamnor.no/profiler/hopp/silje-opseth/
4. ↑  https://www.olympiatoppen.no/ol_pl/olympiske_leker/pyeongchang_2018/team_and_media_guide/the_norwegian_team/athletes/skijump/page9097.html
5. ↑  International Ski and Snowboard Federation database